# Cyclosa haiti
Cyclosa haiti är en spindelart som beskrevs av Levi 1999. Cyclosa haiti ingår i släktet Cyclosa och familjen hjulspindlar. Inga underarter finns listade i Catalogue of Life.